# CAF Champions League 2001
De CAF Champions League 2001 was de vijfde editie van de Afrikaanse versie van de UEFA Champions League.

## Uitslagen

### Voorronde
| Team 1          | Tot. | Team 2              | 1e wedstr. | 2e wedstr. |
| --------------- | ---- | ------------------- | ---------- | ---------- |
| Real Banjul     | 1-0  | FC Derby            | 0-0        | 1-0        |
| Inter Bom-Bom   | 0-3  | Sony Elá Nguema     | 0-2        | 0-1        |
| AS Fortior      | 1-3  | Saint Michel United | 0-0        | 1-3        |
| (n.p.) Red Sea  | 2-2  | Tourbillon FC       | 2-0        | 0-2        |
| Anges de Fatima | 1-1  | Rayon Sport         | 1-0        | 0-1        |
| AS Marsouins    | 3-1  | Mbabane Highlanders | 1-1        | 2-0        |
| AS MangaSport   | 0-4  | USFA Ouagadougou    | 0-1        | 0-3        |

### Eerste Ronde
| Team 1               | Tot.     | Team 2                           | 1e wedstr. | 2e wedstr. |
| -------------------- | -------- | -------------------------------- | ---------- | ---------- |
| ASC Diaraf           | 2-1      | Real Banjul                      | 1-0        | 1-1        |
| (n.p.) ASEC Mimosas  | 2-2      | Stade Malien                     | 2-0        | 0-2        |
| Julius Berger        | 8-0      | Sony Elá Nguema                  | 5-0        | 3-0        |
| Villa SC             | 4-3      | Vital'O                          | 2-2        | 2-1        |
| AS Marsouins         | 4-4      | Saint Michel United (u)          | 3-2        | 1-2        |
| Al-Ahly              | 3-1      | Red Sea                          | 3-0        | 0-1        |
| Espérance de Tunis   | 4-1      | JS du Ténéré                     | 1-0        | 3-1        |
| Saint George         | 1-1      | Tusker FC (u)                    | 1-1        | 0-0        |
| Young Africans       | walkover | Highlanders FC                   | 2-2        | -          |
| Mamelodi Sundowns    | 2-0      | Costa do Sol                     | 0-0        | 2-0        |
| CR Belouizdad        | 3-1      | Al-Ahly                          | 2-0        | 1-1        |
| Al-Merreikh Omdurman | 4-1      | Power Dynamos FC                 | 2-0        | 2-1        |
| (u) Raja Casablanca  | 3-3      | Union Sportive des Forces Armées | 2-0        | 1-3        |
| TP Mazembe           | 2-0      | Anges de Fatima                  | 1-0        | 1-0        |
| Hearts of Oak        | 4-6      | Etoile du Congo                  | 3-1        | 1-5        |
| Fovu de Baham        | 4-5      | Petro Atlético                   | 2-2        | 2-3        |

### Tweede Ronde
| Team 1               | Tot. | Team 2                 | 1e wedstr. | 2e wedstr. |
| -------------------- | ---- | ---------------------- | ---------- | ---------- |
| (n.p.) ASEC Mimosas  | 2-2  | ASC Diaraf             | 2-0        | 0-2        |
| Villa SC             | 1-3  | Julius Berger          | 1-0        | 0-3        |
| Al-Ahly              | 6-0  | Saint Michel United    | 5-0        | 1-0        |
| Tusker FC            | 2-2  | Espérance de Tunis (u) | 2-1        | 0-1        |
| Mamelodi Sundowns    | 6-5  | Young Africans         | 3-2        | 3-3        |
| Al-Merreikh Omdurman | 2-3  | CR Belouizdad          | 2-0        | 0-3        |
| TP Mazembe           | 3-2  | Raja Casablanca        | 2-0        | 1-2        |
| Petro Atlético       | 6-3  | Etoile du Congo        | 4-1        | 2-2        |

### Groepsfase

#### Groep A
| Team                  | Ptn | Wed | W | G | V | DV | DT | DS |
| --------------------- | --- | --- | - | - | - | -- | -- | -- |
| 1. Espérance de Tunis | 9   | 6   | 2 | 3 | 1 | 8  | 7  | 1  |
| 2. Mamelodi Sundowns  | 9   | 6   | 2 | 3 | 1 | 2  | 2  | 0  |
| 3. Julius Berger      | 7   | 6   | 2 | 1 | 3 | 6  | 6  | 0  |
| 4. TP Mazembe         | 7   | 6   | 2 | 1 | 3 | 5  | 6  | -1 |

| 11 augustus, 2001  |     |                   |
| Mamelodi Sundowns  | 0–0 | Espérance         |
| TP Mazembe         | 1–0 | Julius Berger     |
| 25 augustus, 2001  |     |                   |
| Espérance          | 2–1 | TP Mazembe        |
| Julius Berger      | 2–0 | Mamelodi Sundowns |
| 8 september, 2001  |     |                   |
| Julius Berger      | 1–1 | Espérance         |
| 9 september, 2001  |     |                   |
| TP Mazembe         | 0–0 | Mamelodi Sundowns |
| 22 september, 2001 |     |                   |
| Espérance          | 3–2 | Julius Berger     |
| 23 september, 2001 |     |                   |
| Mamelodi Sundowns  | 1–0 | TP Mazembe        |
| 6 oktober, 2001    |     |                   |
| Espérance          | 0–0 | Mamelodi Sundowns |
| 7 oktober, 2001    |     |                   |
| Julius Berger      | 1–0 | TP Mazembe        |
| 2 oktober, 2001    |     |                   |
| Mamelodi Sundowns  | 1–0 | Julius Berger     |
| TP Mazembe         | 3–2 | Espérance         |

#### Groep B
| Team              | Ptn | Wed | W | G | V | DV | DT | DS  |
| ----------------- | --- | --- | - | - | - | -- | -- | --- |
| 1. Petro Atlético | 12  | 6   | 4 | 0 | 2 | 10 | 8  | 2   |
| 2. Al-Ahly        | 12  | 6   | 4 | 0 | 2 | 9  | 7  | 2   |
| 3. ASEC Mimosas   | 10  | 6   | 3 | 1 | 2 | 12 | 5  | 7   |
| 4. CR Belouizdad  | 1   | 6   | 0 | 1 | 5 | 2  | 13 | -11 |

| 12 augustus, 2001  |     |                |
| CR Belouizdad      | 1–1 | ASEC Mimosas   |
| Petro Atlético     | 1–3 | Al-Ahly        |
| 24 augustus, 2001  |     |                |
| Al-Ahly            | 1–0 | CR Belouizdad  |
| 26 augustus, 2001  |     |                |
| ASEC Mimosas       | 1–2 | Petro Atlético |
| 7 september, 2001  |     |                |
| CR Belouizdad      | 0–1 | Petro Atlético |
| 9 september, 2001  |     |                |
| ASEC Mimosas       | 1–0 | Al-Ahly        |
| 21 september, 2001 |     |                |
| Al-Ahly            | 2–1 | ASEC Mimosas   |
| 23 september, 2001 |     |                |
| Petro Atlético     | 2–1 | CR Belouizdad  |
| 5 oktober, 2001    |     |                |
| Al-Ahly            | 2–4 | Petro Atlético |
| 7 oktober, 2001    |     |                |
| ASEC Mimosas       | 7–0 | CR Belouizdad  |
| 21 oktober, 2001   |     |                |
| CR Belouizdad      | 0–1 | Al-Ahly        |
| Petro Atlético     | 0–1 | ASEC Mimosas   |

### Halve Finale
| Team 1                   | Tot. | Team 2             | 1e wedstr. | 2e wedstr. |
| ------------------------ | ---- | ------------------ | ---------- | ---------- |
| (n.p.) Mamelodi Sundowns | 2-2  | Petro Atlético     | 2-0        | 0-2        |
| (u) Al-Ahly              | 1-1  | Espérance de Tunis | 0-0        | 1-1        |

### Finale
| Team 1            | Tot. | Team 2  | 1e wedstr. | 2e wedstr. |
| ----------------- | ---- | ------- | ---------- | ---------- |
| Mamelodi Sundowns | 1-4  | Al-Ahly | 1-1        | 0-3        |